# یک کلاغ چهل کلاغ
یک کلاغ چهل کلاغ یک مَثَل ایرانی است و به معنای تغییر حقیقت در انتقال اخبار میان مردم است.چگونه یک کلاغ، چهل کلاغ می‌شود
گزارش دست به دست یا یک کلاغ چهل کلاغ یک وضعیت از نقدپذیر بودن منبع خبر است که از چند منبع مستقل برآمده است، اما در واقع فقط یک منبع، منبع اصلی آن بوده‌است. در بسیاری از موارد در اثر اشتباه در جمع کردن اطلاعات چنین اتفاقی رخ می‌دهد. بعضی مواقع نیز به عمد توسط منبع اصلی چنین وضعیتی رخ می‌دهد.

رابطه یک کلاغ چهل کلاغ شدن بین مطبوعات و ویکی‌پدیا